# Juan Francisco de la Bodega y Quadra

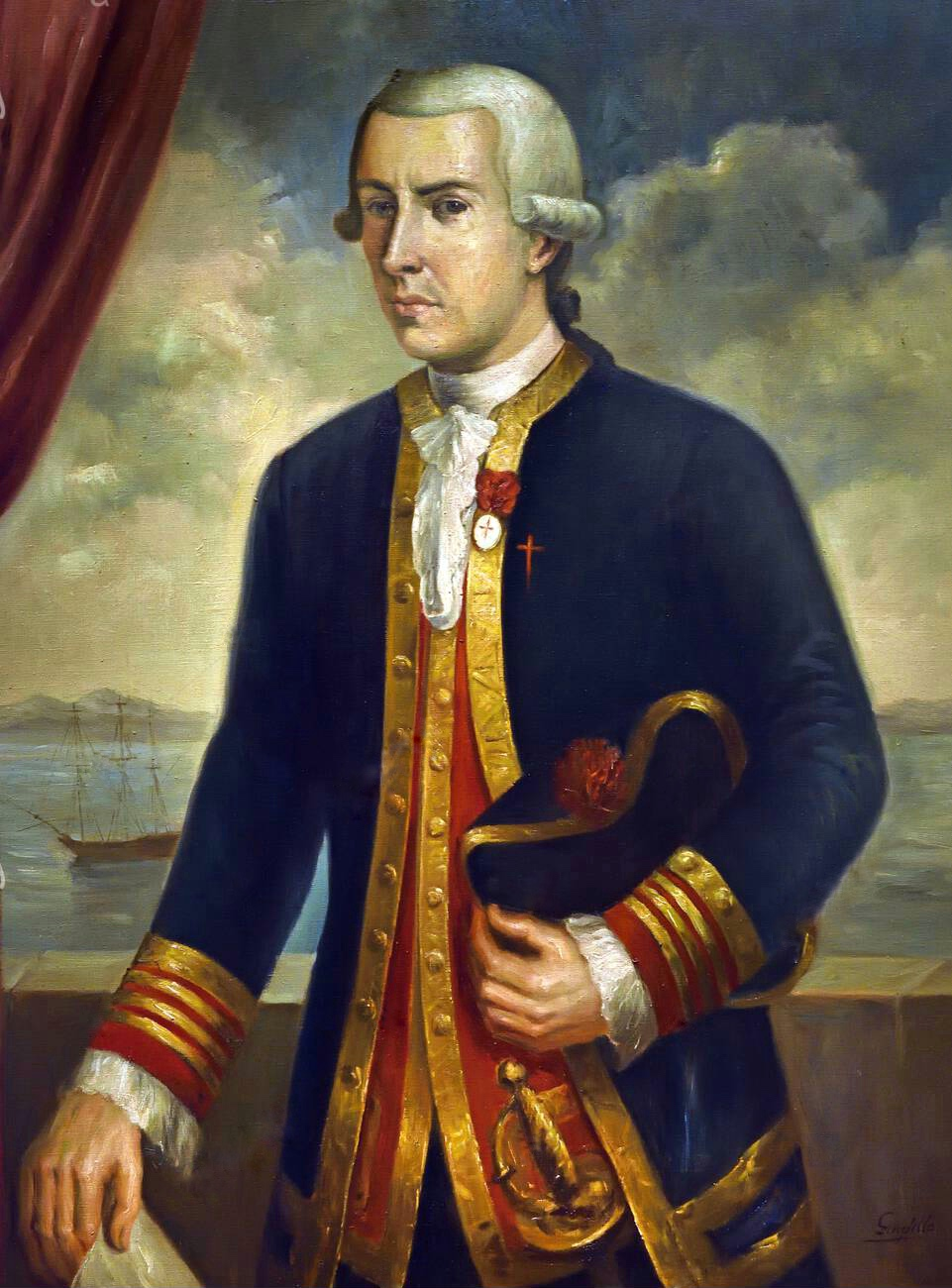
Captain Juan Francisco Bodega y Quadra, Marina real (um 1785)

Juan Francisco de la Bodega y Quadra (getauft 3. Juni 1743 in Lima (Peru); † 26. März 1794 in Mexiko-Stadt) war ein spanischer Marine-Offizier, Entdecker und Seefahrer.
Er segelte von 1774 bis 1788 für die spanische Marine von San Blas (im mexikanischen Staat Nayarit), erforschte den Pazifischen Nordwesten Nordamerikas bis nach Alaska. Er nahm an zwei Expeditionen teil (1775 und 1779) und kam in einer kriegerischen Auseinandersetzung in Mexiko ums Leben.

## Leben

### Frühe Karriere
Juan Francisco de la Bodega y Quadra war der Sohn von Tomás de la Bodega y de las Llanas, einem Spanier, der in Staatsdiensten in Cuzco tätig war, und von Francisca de Mollinedo y Losada, die einer einflussreichen peruanischen Adelsfamilie entstammte. Er trat im Alter von 19 Jahren in die Marineakademie der Armada Española in Cádiz ein und wurde vier Jahre später Offizier. 1774 kam er nach San Blas, dem spanischen Hauptort für die Westküste Amerikas.

### Zwischen San Blas und Alaska
Als Kapitän auf dem Schoner Sonora segelte er ab dem 16. März 1775 zusammen mit Juan José Pérez Hernández in der von Bruno de Heceta geführten Expedition, wobei Heceta die Santiago kommandierte. Dabei erkundete er die Küste des heutigen Kaliforniens und entdeckte rund 85 km nördlich der Bucht von San Francisco die Bodega Bay, die mitsamt der dort ab 1809 entstehenden Siedlung nach ihm benannt ist. Am 29. Juli, etwa auf Höhe des 49. Grad nördlicher Breite (49º N), trennte sich die Expedition und Heceta kehrte nach Süden zurück, während Quadra und sein Steuermann Francisco Mourelle weiter nach Norden gingen und 58º30'N erreichten.  Weiterhin entdeckte er in Alaska den Bucareli Sound im Alexanderarchipel, den er nach Antonio María de Bucareli y Ursúa benannte. Heceta hatte sich für eine Umkehr entschieden, weil Krankheiten und ein tödlicher Zwischenfall mit Einheimischen bei einem Landgang am 14. Juli 1775, zu zahlreichen menschlichen Verlusten geführt hatten. Sie erreichten am 7. Oktober in Monterey, Kalifornien, und am 20. November 1775 San Blas. Das von Mourelle während dieser Reise geführte Tagebuch kam auf unbekannten Wegen nach London, wo Daines Barrington es erwarb und es übersetzt und veröffentlicht wurde. James Cook nutzte Informationen während seiner Reisen im pazifischen Nordwesten.
1776 wurde er nach Peru geschickt, um ein Schiff an die Nordwestküste zu begleiten. 1777 kehrte er mit der Fregatte Favorita nach San Blas zurück, ein Schiff, auf dem er unter dem Kommando von Ignacio de Arteaga 1779 wiederum nach Alaska fuhr. Sie sollten feststellen, wie weit der russische Einfluss in der Region bereits reichte und die Schiffe von James Cook aufbringen – der zu dieser Zeit allerdings bereits auf Hawaii umgebracht worden war. Erneut diente auch Mourelle unter Quadra.
Die beiden Fregatten segelten direkt von San Blas nach Bucareli Bay in Alaska. Die Reise, die 81 Tagen dauerte und damit relativ schnell war, ließ Zeit für weitere Erkundungen. Arteaga und Bodega untersuchten Bucareli Bay und fuhren dann nach Norden zum heutigen Port Etches auf Hinchinbrook Island, nahe dem Eingang zum Prinz-William-Sund. Während die Schiffe vor Anker lagen, ging Arteaga mit einer Gruppe Seeleuten an Land, um eine formelle Besitzergreifung des Gebietes durchzuführen. Die Offiziere und Kapläne gingen in einer Prozession an Land und  errichteten ein Kreuz, während Kanonen und Musketen Salutschüsse abfeuerten. Das Te Deum wurde gesungen, gefolgt von einer Litanei und Gebeten. Nach einer Predigt wurde eine formelle Besitzurkunde erstellt und von den Offizieren und Geistlichen unterzeichnet. Arteaga nannte den Ort Puerto de Santiago zum Gedenken an den heiligen Jakobus, den Schutzpatron Spaniens, dessen Festtag auf den 25. Juli fällt. Das Ereignis von Puerto de Santiago war noch Jahre danach wichtig, da er die Grundlage für Spaniens Souveränitätsanspruch im Nordpazifik bis 61°17′N bildete.
Arteaga und Bodega erkundeten auch Cook Inlet und die Kenai-Halbinsel, wo am 2. August 1779 im heutigen Port Chatham erneut eine Besitzergreifungzeremonie durchgeführt wurde. Am 8. September begann die Rückfahrt nach San Blas aufgrund verschiedener Schwierigkeiten und Krankheiten der Crews. Obwohl die Spanier ihre Erkundungsreisen und die gemachten Entdeckungen normalerweise geheim hielten, wurde die Reise von Arteaga und Bodega y Quadra von 1779 weithin bekannt. Der französische Seefahrer Jean-François de La Pérouse erhielt eine Kopie ihrer Karte, die 1798 veröffentlicht wurde. Mourelles Tagebuch wurde 1798 von Daines Barrington in London erworben und veröffentlicht. Die Rückreise nach San Blas dauerte bis zum 21. November 1779.
Bodega, der schon 1776 zum Ritter des Santiagoordens geschlagen worden war, wurde 1780 Fregattenkapitän. Bis 1781 übernahm er das Kommando in San Blas, ging 1783 nach Havanna und 1784 nach Cadiz in Spanien.
Sein Nachfolger an der Nordwestküste wurde Esteban José Martínez. Martínez errichtete eine Siedlung an der Nootka Sound und kaperte vier britische Schiffe, die ihrerseits Gebietsansprüche auf die Gegend erhoben; die Gefangenen ließ er mit den aufgebrachten Schiffen nach San Blas bringen. Aufgebauschte Berichte der Zwischenfälle lösten in Europa eine ernste diplomatische Krise aus, die als Nootka-Krise benannt wurde. William Pitt, der britische Premierminister, setzte Spanien bis an die Grenze des offenen Krieges unter Druck. Erst das Nootka-Abkommen von 1790 entspannte die Situation.

### Verhandlungen um Nootka Island
Bodega, der inzwischen wieder in San Blas das Kommando übernommen hatte, segelte 1792 erneut nach Nootka Island, um die kleine Handelskolonie zu übernehmen. Mit diplomatischem Geschick und Freundlichkeit gewann er sämtliche Verhandlungsteilnehmer, seien es Briten, US-Amerikaner oder die beiden Häuptlinge Maquinna und Wickaninnish. Captain Robert Gray, ein amerikanischer Pelzhändler, war so voller Hochachtung, dass er seinen Sohn Robert Don Quadra Gray nannte. Immerhin erreichte er, dass weder Amerikaner noch Briten einen Handelsstützpunkt einrichteten, sondern das Gebiet neutralisiert wurde.
Quadra versuchte eine zweite Handelsstation bei Núñez Gaona (Neah Bay, Washington) einzurichten. Gleichzeitig ließ er die Küste zwischen Alaska und Washington kartographisch erfassen. Bodega verbrachte den Winter 1792–93 im kalifornischen Monterey. Im Frühjahr 1793 kehrte er nach San Blas zurück.
Doch seine Gesundheit war so angeschlagen, dass er sich in Guadalajara erholen musste. Er fiel einer Erhebung in Mexiko-Stadt am 26. März 1794 zum Opfer.
George Vancouver schrieb über ihn: “The well known generosity of my other Spanish friends, will, I trust, pardon the warmth of expression with which I must ever advert to the conduct of Senor Quadra; who, regardless of the difference of opinion that had risen between us in our diplomatic capacities at Nootka, had uniformly maintained toward us a character infinitely beyond the reach of my powers of encomium to describe. His benevolence was not only confined to the common rights of hospitality, but was extended to all occasions, and was exercised in every instance, where His Majesty’s service, combined with my commission, was in the least concerned.”